# Wahlen 1985
◄◄ | ◄ | 1981 | 1982 | 1983 | 1984 | Wahlen 1985 | 1986 | 1987 | 1988 | 1989 | ► | ►►

Weitere Ereignisse
Die Liste der Wahlen 1985 umfasst Parlamentswahlen, Präsidentschaftswahlen, Referenden und sonstige Abstimmungen auf nationaler und subnationaler Ebene, die im Jahr 1985 weltweit abgehalten wurden.

## Termine
| Land                  | Datum                                      | Link zur Wahl 1985                                     | Link zur vorigen Wahl | Bemerkungen                                                                                  |
| --------------------- | ------------------------------------------ | ------------------------------------------------------ | --------------------- | -------------------------------------------------------------------------------------------- |
| Brasilien             | 15. Januar                                 | Präsidentschaftswahl in Brasilien                      |                       | erste freie Wahlen nach der Militärdiktatur (1964–1985)                                      |
| Südkorea              | 12. Februar                                | Parlamentswahl in Südkorea                             |                       | [ 1 ]                                                                                        |
| Gabun                 | 12. Feb. und 3. März                       | Parlamentswahl in Gabun                                |                       | [ 2 ]                                                                                        |
| Kuwait                | 20. Februar                                | Parlamentswahl in Kuwait                               |                       | [ 3 ]                                                                                        |
| Westsamoa             | 23. Februar                                | Parlamentswahl in Westsamoa                            |                       | [ 4 ]                                                                                        |
| Pakistan              | 25. und 28. Feb.                           | Parlamentswahl in Pakistan                             | 1977                  |                                                                                              |
| BR Deutschland        | 10. März                                   | Wahl zum Abgeordnetenhaus von Berlin                   | 1981                  |                                                                                              |
| BR Deutschland        | 10. März                                   | Landtagswahl im Saarland                               | 1980                  |                                                                                              |
| Rumänien              | 13. März                                   | Parlamentswahl in Rumänien                             |                       | [ 5 ]                                                                                        |
| Togo                  | 24. März                                   | Parlamentswahl in Togo                                 |                       | [ 6 ]                                                                                        |
| El Salvador           | 31. März                                   | Parlamentswahl in El Salvador                          |                       | [ 7 ]                                                                                        |
| Peru                  | 14. April                                  | Parlamentswahl in Peru                                 |                       | [ 8 ]                                                                                        |
| BR Deutschland        | 12. Mai                                    | Landtagswahl in Nordrhein-Westfalen                    | 1980                  |                                                                                              |
| Italien               | 12.–13. Mai                                | Regionalwahlen in Italien (15 Regionen)                | 1980                  |                                                                                              |
| Griechenland          | 2. Juni                                    | Parlamentswahl in Griechenland                         | 1981                  |                                                                                              |
| Ungarn                | 8. Juni                                    | Parlamentswahl in Ungarn                               |                       | [ 9 ]                                                                                        |
| Mali                  | 9. Juni                                    | Parlamentswahl in Mali                                 |                       | [ 10 ]                                                                                       |
| Simbabwe              | 27. Juni, 1.–4. Juli, 9., 11. und 16. Juli | Parlamentswahl in Simbabwe                             |                       | [ 11 ]                                                                                       |
| Dominica              | 1. Juli                                    | Parlamentswahl in Dominica                             |                       | [ 12 ]                                                                                       |
| Mexiko                | 7. Juli                                    | Parlamentswahl in Mexiko                               |                       | [ 13 ]                                                                                       |
| Bolivien              | 14. Juli                                   | Präsidentschaftswahl in Bolivien                       |                       | [ 14 ]                                                                                       |
| Iran                  | 16. August                                 | Präsidentschaftswahl im Iran                           | Oktober 1981          |                                                                                              |
| Norwegen              | 8.–9. Sep.                                 | Parlamentswahl in Norwegen                             |                       | [ 15 ]                                                                                       |
| Tuvalu                | 12. September                              | Parlamentswahl in Tuvalu                               |                       | [ 16 ]                                                                                       |
| Schweden              | 15. September                              | Wahl zum Schwedischen Reichstag                        | 1982                  |                                                                                              |
| Lesotho               | 17.–18. Sep.                               | Parlamentswahl in Lesotho                              | 1970                  | eigentliche Abstimmung wurde abgesagt, da nur Kandidaten der Basotho National Party antraten |
| Indien                | 25. Sep. und 16. Dez.                      | Wahlen in den indischen Bundesstaaten Punjab und Assam | 1984                  | beide Bundesstaaten hatten an der Wahl im Jahr 1984 nicht teilgenommen                       |
| São Tomé und Príncipe | 30. September                              | Parlamentswahl in São Tomé und Príncipe                |                       |                                                                                              |
| Sierra Leone          | 1. Oktober                                 | Präsidentschaftswahl in Sierra Leone                   |                       | erste Präsidentschaftswahl                                                                   |
| Österreich            | 6. Oktober                                 | Landtagswahl in Oberösterreich                         | 1979                  |                                                                                              |
| Portugal              | 6. Oktober                                 | Parlamentswahl in Portugal                             | 1983                  | vorgezogene Neuwahl nach Auflösung des Parlaments                                            |
| Belgien               | 13. Oktober                                | Parlamentswahl in Belgien                              |                       | [ 17 ]                                                                                       |
| Polen                 | 13. Oktober                                | Parlamentswahl in Polen                                |                       | [ 18 ]                                                                                       |
| Liberia               | 15. Oktober                                | Parlamentswahl in Liberia                              |                       | [ 19 ]                                                                                       |
| Tansania              | 27. Oktober                                | Parlamentswahl in Tansania                             |                       | [ 20 ]                                                                                       |
| Argentinien           | 3. November                                | Parlamentswahl in Argentinien                          |                       | [ 21 ]                                                                                       |
| Guatemala             | 3. November                                | Parlamentswahl in Guatemala                            |                       | [ 22 ]                                                                                       |
| Vereinigte Staaten    | 5. November                                | Gouverneurswahlen in den Vereinigten Staaten           | 1984                  |                                                                                              |
| Elfenbeinküste        | 10. November                               | Parlamentswahl in der Elfenbeinküste                   |                       | [ 23 ]                                                                                       |
| Honduras              | 24. November                               | Parlamentswahl in Honduras                             |                       | [ 24 ]                                                                                       |
| Kap Verde             | 7. Dezember                                | Parlamentswahl auf den Kapverden                       |                       | [ 25 ]                                                                                       |
| Zypern                | 8. Dezember                                | Parlamentswahl in Zypern                               |                       | [ 26 ]                                                                                       |
| Guyana                | 9. Dezember                                | Parlamentswahl in Guyana                               |                       | [ 27 ]                                                                                       |